# غريغ جيبسون
غريغ جيبسون (بالإنجليزية: Greg Gibson) هو مصارع هاوي أمريكي، ولد في 20 نوفمبر 1953 في Stafford ‏ في المملكة المتحدة.

## وصلات خارجية
- غريغ جيبسون على موقع قاعدة بيانات المصارعة الدولية (الإنجليزية)
- غريغ جيبسون على موقع أوليمبيديا (الإنجليزية)